# Bảo tàng Opole Silesia ở Opole
Bảo tàng Opole Silesia ở Opole (tiếng Ba Lan: Muzeum Śląska Opolskiego w Opolu) là một bảo tàng tọa lạc tại số 13 Phố Wojciecha, Opole, Ba Lan. Phương châm hoạt động của Bảo tàng là thu thập các hiện vật và kỷ vật trong lĩnh vực khảo cổ học được thực hiện trong thành phố và khu vực (từ thời kỳ đồ đá và thời kỳ đồ sắt đến đầu thời kỳ Trung cổ) cũng như trong lĩnh vực lịch sử của thành phố, dân tộc học và nghệ thuật, đồng thời không ngừng thực hiện các hoạt động giáo dục và xuất bản.

## Lịch sử
Bảo tàng Opole Silesia ở Opole được thành lập vào năm 1900. Bảo tàng hiện có một chi nhánh địa phương là Bảo tàng Khởi nghĩa ở Núi Thánh Anna.

## Triển lãm
Các triển lãm thường trực tiêu biểu tại Bảo tàng Opole Silesia ở Opole:
- "Thời tiền sử của Vùng Opole"
- "Bức tranh Ba Lan vào cuối thế kỷ 19 và đầu thế kỷ 20"
- "Sứ Tułowicka - quà tặng từ Antoni Biloński"
- "Nghệ thuật của cộng đồng Opole sau năm 1945"
- "Ngôi nhà chung cư"

Bộ sưu tập phong phú của Bảo tàng Opole Silesia được chia thành năm bộ phận:
- Bộ phận khảo cổ học
- Bộ phận lịch sử
- Bộ phận nghệ thuật
- Bộ phận dân tộc học
- Bộ phận tự nhiên